# Falanruki
Falanruki (Euplerinae) – podrodzina ssaków z rodziny falanrukowatych (Eupleridae).

## Zasięg występowania
Podrodzina obejmuje gatunki występujące na Madagaskarze.

## Podział systematyczny
Do podrodziny należą następujące rodzaje:
- Cryptoprocta E.T. Bennett, 1833 – fossa – jedynym występującym współcześnie przedstawicielem jest Cryptoprocta ferox E.T. Bennett, 1833 – fossa madagaskarska
- Fossa J.E. Gray, 1865 – fanaloka – jedynym przedstawicielem jest Fossa fossana (P.L.S. Müller, 1776) – fanaloka madagaskarska
- Eupleres Doyère, 1835 – falanruk – jedynym przedstawicielem jest Eupleres goudotii Doyère, 1835 – falanruk malgaski